# Mimudea suralis
Mimudea suralis là một loài bướm đêm trong họ Crambidae.